# 滋野駅
滋野駅（しげのえき）は、長野県東御市滋野乙にあるしなの鉄道しなの鉄道線の駅である。

## 歴史
- 1923年（大正12年）10月1日：鉄道省信越本線の駅として開設[1][3]。
- 1963年（昭和38年）2月21日：貨物取扱廃止[3]。
- 1979年（昭和54年）7月16日：業務委託駅となる[4]。
- 1984年（昭和59年）
  - 2月1日：荷物扱い廃止[3]。
  - 3月21日：無人駅化[5]。簡易委託駅となる[6]。
- 1987年（昭和62年）4月1日：国鉄分割民営化に伴い、東日本旅客鉄道（JR東日本）の駅となる[3]。
- 1997年（平成9年）10月1日：北陸新幹線開通に伴い、しなの鉄道に移管[3]。
- 2002年（平成14年）4月1日：駅業務をしげのマツバタクシーに委託[1]。
- 2022年（令和4年）4月1日：無人駅化[7][2]。
- 2026年（令和8年）春季：交通系ICカード「Suica」利用サービス開始（予定）[8]。

## 駅構造
島式ホーム1面2線を有する地上駅。無人駅。
以前は乗車駅証明書発行機が設置されていたが、簡易型券売機が導入され、現在は撤去されている。その後、北しなの線成立に伴い新型自動券売機が導入された。自動券売機では定期券発売も可能。
駅待合い室内はL字状にベンチが設置され、冬期にはストーブが導入されている。

### のりば
| 番線 | 路線          | 方向 | 行先       |
| ---- | ------------- | ---- | ---------- |
| 1    | ■しなの鉄道線 | 上り | 軽井沢方面 |
| 2    | ■しなの鉄道線 | 下り | 長野方面   |

（出典：しなの鉄道:駅構内マップ）

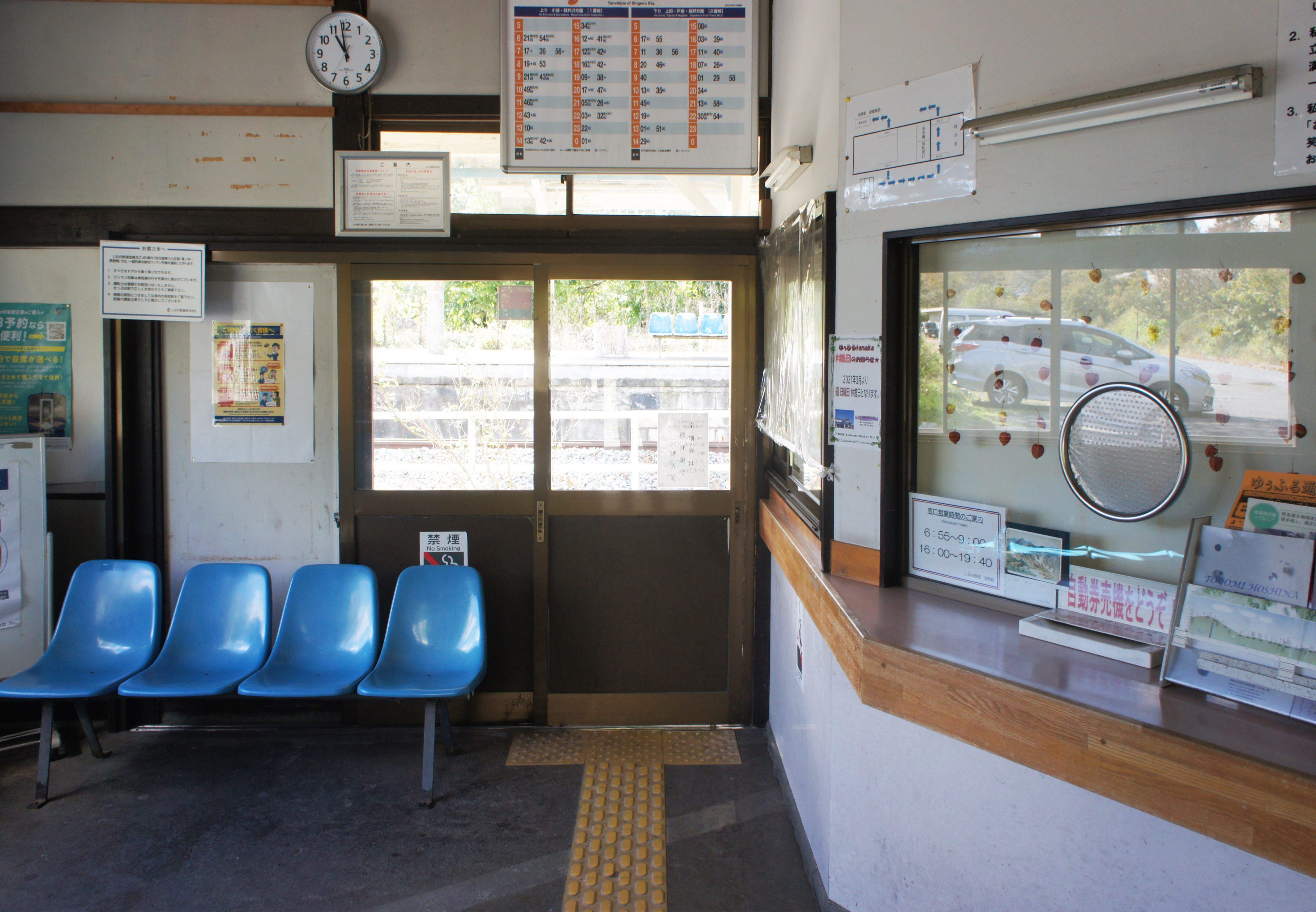
改札口（2021年10月）
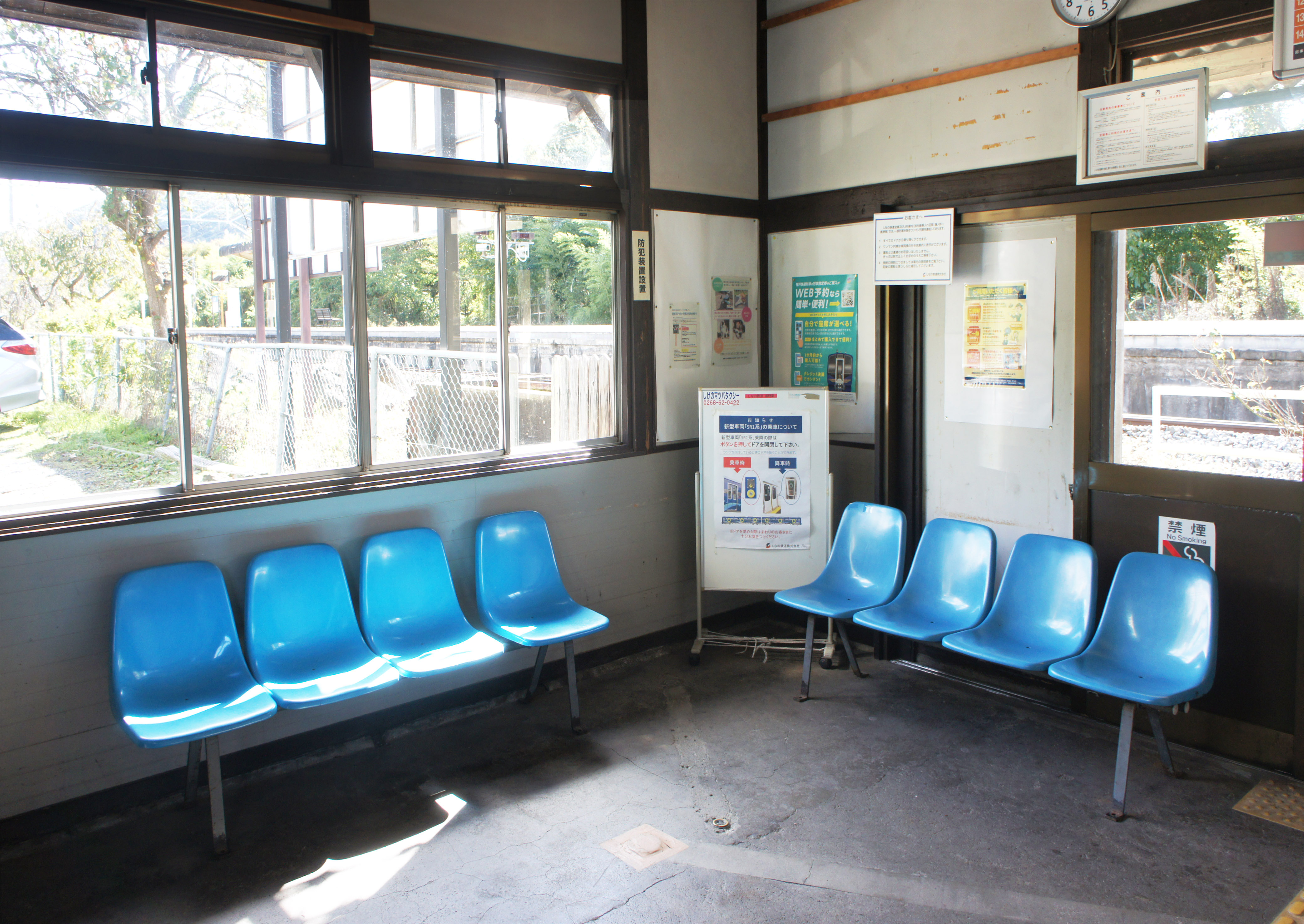
待合室（2021年10月）
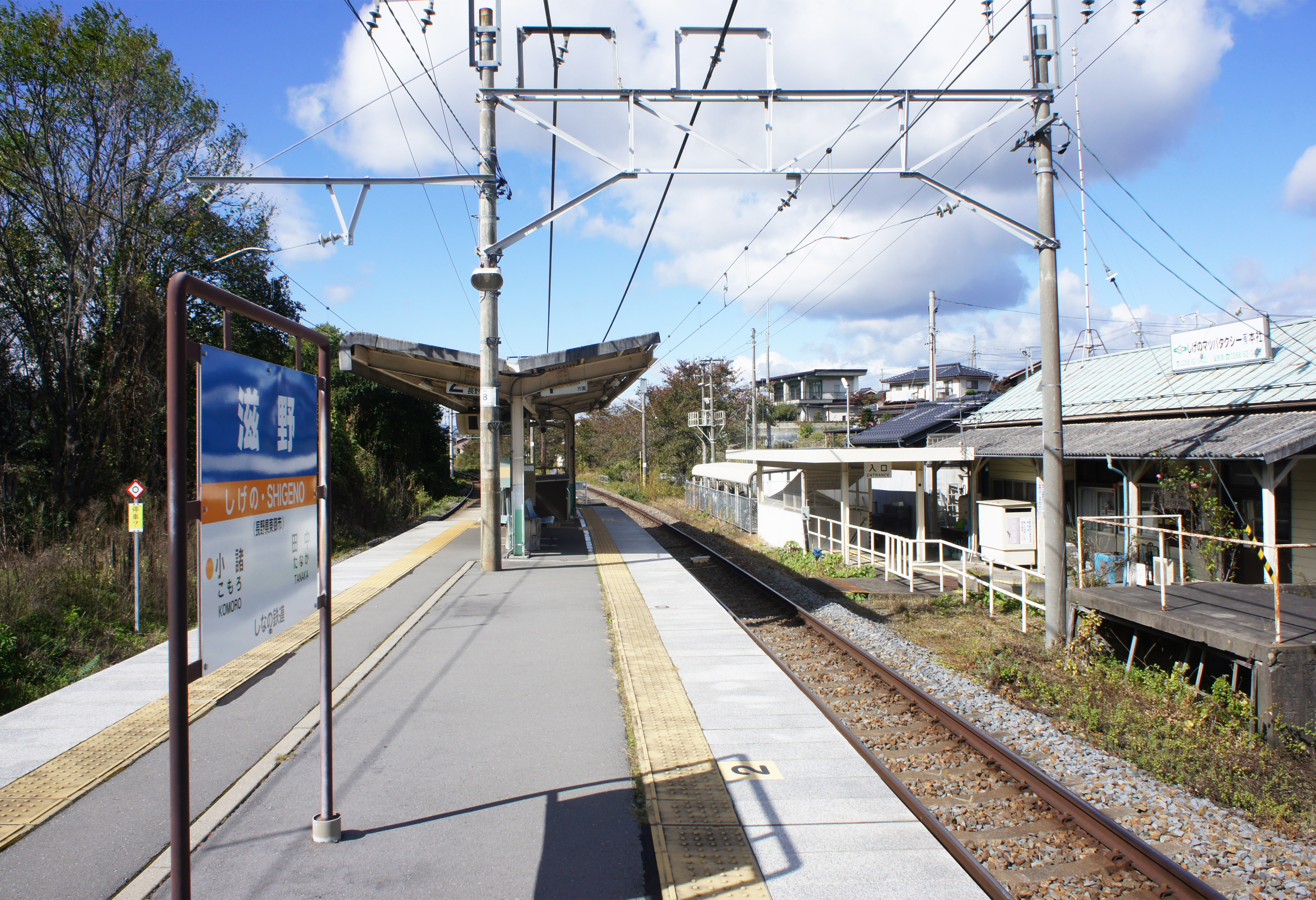
ホーム（2021年10月）

## 利用状況
「東御市の統計」によると、2021年度（令和3年度）の1日平均乗車人員は302人である。
2015年度（平成27年度）以降の推移は以下の通り。
| 乗車人員推移       | 乗車人員推移     | 乗車人員推移 |
| 年度               | 1日平均 乗車人員 | 出典         |
| ------------------ | ---------------- | ------------ |
| 2015年（平成27年） | 362              | [ 東御 2 ]   |
| 2016年（平成28年） | 365              | [ 東御 2 ]   |
| 2017年（平成29年） | 384              | [ 東御 2 ]   |
| 2018年（平成30年） | 393              | [ 東御 2 ]   |
| 2019年（令和元年） | 382              | [ 東御 2 ]   |
| 2020年（令和02年） | 275              | [ 東御 1 ]   |
| 2021年（令和03年） | 302              | [ 東御 1 ]   |

## 駅周辺
- 千曲川
- 滋野郵便局
- 羽毛田工業団地
- ミマキエンジニアリング
- 日立Astemo東御工場
- 千曲バス「牧家（）」停留所
- ファミリードラッグ滋野店
- 雷電爲右エ門生家[1]
- 道の駅みまき[1]

## 隣の駅
しなの鉄道
■しなの鉄道線
□快速
通過
■普通
小諸駅 - 滋野駅 - 田中駅

### 記事本文
1. 1 2 3 4 5 6 7 8 9 10 11  信濃毎日新聞社出版部『長野県鉄道全駅 増補改訂版』信濃毎日新聞社、2011年7月24日、244頁。ISBN 9784784071647。
2. 1 2  “駅無人化の実施について”.   しなの鉄道株式会社. 2022年2月24日時点のオリジナルよりアーカイブ。2022年2月26日閲覧。
3. 1 2 3 4 5  石野哲（編）『停車場変遷大事典 国鉄・JR編 Ⅱ』（初版）JTB、1998年10月1日、576頁。ISBN 978-4-533-02980-6。
4. ↑  「第2章 近代化／IV 旅客」『長鉄局三十年史』日本国有鉄道長野鉄道管理局、1980年10月14日、183頁。
5. ↑  “「通報」●中央本線信濃境駅ほか5駅の駅員無配置について（旅客局）”. 鉄道公報 (日本国有鉄道総裁室文書課):  p. 2. (1984年3月19日)
6. ↑  長野鉄道管理局 編『写真でつづる長野鉄道管理局の歩み』長野鉄道管理局、1987年3月10日、363頁。
7. ↑  “しなの鉄道、乗り継ぎ割引を廃止 減便や無人駅拡大も　２２年春から順次　経営改善策”. 信濃毎日新聞. (2021年11月27日) 2021年12月6日閲覧。
8. ↑  “しなの鉄道全線への「Suica」導入について”.   しなの鉄道. 2025年2月27日閲覧。
9. ↑  “定期乗車券 ｜ 時刻表・運賃・各種乗車券 ｜ しなの鉄道株式会社”. www.shinanorailway.co.jp. 2022年4月3日閲覧。

### 利用状況
東御市の統計
1. 1 2  “東御市の統計2022（令和4年版）” (PDF).   東御市. p. 56 (2023年3月). 2023年11月10日時点のオリジナルよりアーカイブ。2023年11月11日閲覧。
2. ↑  “東御市の統計2020（令和2年版）” (PDF).   東御市. p. 56 (2021年3月). 2023年11月10日時点のオリジナルよりアーカイブ。2023年11月11日閲覧。